# Aeroportul Enshi Xujiaping
Aeroportul Enshi Xujiaping (IATA: ENH, ICAO: ZHES) este un aeroport din Enshi Tujia and Miao Autonomous Prefecture⁠(d), Hubei, Republica Populară Chineză ce deservește zona Enshi City⁠(d). Aeroportul a fost tranzitat în 2022 de 586.305 pasageri.
aeroportul dispune de o singură pistă.